# Plectoderoides nigrifrons
Plectoderoides nigrifrons är en insektsart som beskrevs av Hori 1968. Plectoderoides nigrifrons ingår i släktet Plectoderoides och familjen vedstritar. Inga underarter finns listade i Catalogue of Life.